# Xocotla, Altotonga
Xocotla är en ort i Mexiko.   Den ligger i kommunen Altotonga och delstaten Veracruz, i den sydöstra delen av landet, 200 km öster om huvudstaden Mexico City. Xocotla ligger 1 937 meter över havet och antalet invånare är 458.
Terrängen runt Xocotla är kuperad västerut, men österut är den bergig. Runt Xocotla är det ganska tätbefolkat, med 108 invånare per kvadratkilometer. Närmaste större samhälle är Teziutlan, 16,6 km nordväst om Xocotla. I omgivningarna runt Xocotla växer i huvudsak blandskog.